# Porta do Ferro
A Porta do Ferro, também chamada Arco da Consolação, foi uma antiga porta da cidade de Lisboa, inserida na cerca moura da cidade.
Ficava correspondente à porta principal da Sé de Lisboa, e contígua à Igreja de Santo António. Tinha por cima uma capela muito antiga da invocação de Nossa Senhora da Consolação na qual a Irmandade da Misericórdia, sempre que havia padecente, mandava dizer missa para que, ao tempo em que o padecente por ali passasse, adorasse a Cristo sacramentado. Esta missa se dizia anteriormente debaixo de um arco de pedra que existiu junto à torre da Sé, da banda do mar, quando a cadeia era no Castelo, e o lugar do suplício aquele onde hoje está a Igreja Paroquial de São João da Praça.
Por alvarás reais de 2 e 12 de Janeiro de 1502, D. Manuel I encarregou Febos Moniz de Lusignan, vereador de Lisboa e Fidalgo da Casa Real, do alargamento ddesta porta e da via pública onde ela estava situada.